# Women's Super League
La Women's Super League (actualmente conocida como Barclays Women's Super League por motivos de patrocinio) es la máxima liga de fútbol femenino en Inglaterra. Fundada en 2010, es controlada por la Asociación Inglesa de Fútbol y actualmente cuenta con 12 equipos profesionales.
Originalmente formada por 8 equipos, reemplazó a la desaparecida FA Women's Premier League como máximo nivel en el fútbol femenino en Inglaterra. y en su temporada inaugural de 2011 fue jugada por ocho equipos. Entre 2014 y 2018, la FA WSL consistió en dos divisiones (WSL 1 y WSL 2) y comenzó un sistema de ascensos y descensos. Desde la temporada 2018-19, la FA WSL 2 también es conocida como la FA Women's Championship y es la segunda división en la pirámide del fútbol femenino inglés. Desde su creación hasta 2016, funcionó como una liga de verano comenzando en marzo y finalizando en octubre. Entre febrero y mayo de 2017, se produjo un temporada corta de transición conocida como la FA WSL Spring Series para que, a partir del otoño de 2017, la liga funciona como una liga de invierno que empieza en septiembre y acaba en mayo.

## Historia
La FA WSL estaba programada para empezar en 2010 para reemplazar a la FA Women's Premier League como máximo nivel en el fútbol femenino en Inglaterra, pero fue pospuesta por un año debido a la Gran Recesión. 16 equipos solicitaron estar entre los 8 que formarían en la liga: Arsenal, Barnet, Birmingham City, Bristol Academy, Chelsea, Colchester United, Doncaster Rovers Belles, Everton, Leeds Carnegie, Leicester City, Lincoln Ladies, Liverpool, Millwall Lionesses, Newcastle United, Nottingham Forest, y Sunderland. Leeds Carnegie retiró su solicitud más tarde mientras que Blackburn Rovers y Watford declinaron la solicitud. La primera temporada comenzó el 13 de abril de 2011.
Para la temporada 2014, la liga añadió el sistema de ascensos y descensos para los equipos de la WSL, tras crear una segunda división llamada FA WSL 2 de 9 equipos aparte del descendido de la WSL 1. La WSL 1 se quedó con 8 equipos y la WSL 2, con 10. Se le otorgó la licencia de la nueva WSL 1 al Manchester City y el Doncaster Rovers Belles descendió a la WSL 2.
En diciembre de 2014, la liga anunció un plan de dos años para expandir la WSL 1 de 8 a 10 equipos. Dos equipos fueron ascendidos de la WSL 2 al final de la temporada 2015, mientras que solo un equipo descendió, repitiéndose en la siguiente temporada. Por primera vez, un equipo de la FA Women's Premier League ganó el ascenso a la WSL 2, conectando la WSL al resto de la pirámide del fútbol femenino inglés.
La Asociación Inglesa de Fútbol anunció en julio de 2016 que la liga cambiaría de un formato de liga de verano a uno de liga de invierno, siguiendo el calendario tradicional de fútbol en Inglaterra, con partidos jugados desde septiembre hasta mayo del año siguiente. Se formó una corta temporada de transición entre febrero y mayo de 2017 que recibió el nombre de FA WSL Spring Series.
Después de la temporada 2017-18, la FA WSL se convirtió en una liga completamente profesional con un logo nuevo y 11 equipos para la temporada 2018-19. Los equipos tuvieron que solicitar de nuevo un puesto en la competición y fueron forzados a ofrecer a sus jugadoras un contrato de un mínimo de 16 horas a la semana y a formar una academia para categorías inferiores. Sunderland fue descendida a tercera división tras no haber recibido su licencia, mientras que Brighton & Hove Albion y West Ham United fueron añadidos.
La liga fue extendida a 12 equipos para la temporada 2019-20, descendiendo el Yeovil Town y ascendiendo el Manchester United y el Tottenham Hotspur desde la Championship.

## Estructura
| Temporada(s)  | Equipos |
| ------------- | ------- |
| 2011–2015     | 8       |
| 2016–2017     | 9       |
| 2017–18       | 10      |
| 2018–19       | 11      |
| Desde 2019-20 | 12      |

La Women's Super League consiste actualmente en 12 equipos. Inicialmente, la liga iba a ser profesional, recibiendo las cuatro mejores jugadoras de cada equipo un salario anual de 20.000 libras. Sin embargo, en noviembre de 2010, se confirmó que la liga sería semi-profesional, con solo un "puñado" de jugadoras a tiempo completo.
Durante la primera temporada, se produjo un descanso que comenzó el 12 de mayo de 2011 debido al Mundial 2011. La liga retornó en julio y acabó en agosto.
Tras los partidos de liga, los equipos compitieron en la FA WSL Continental Cup (League Cup). Para la temporada 2014, los equipos fueron colocados en tres grupos regionales de seis. Los ganadores de cada grupo y el mejor segundo puesto avanzarían a la fase eliminatoria. Desde 2015, la copa es jugada simultáneamente con la liga.
En septiembre de 2017, la Asociación Inglesa de Fútbol anunció que el objetivo principal para la temporada 2017-18 sería formar una primera división completamente profesional de entre 8 y 14 equipos y una segunda división de 12 equipos semi-profesionales. En la temporada 2018-19, la liga se convirtió en una completamente profesional.

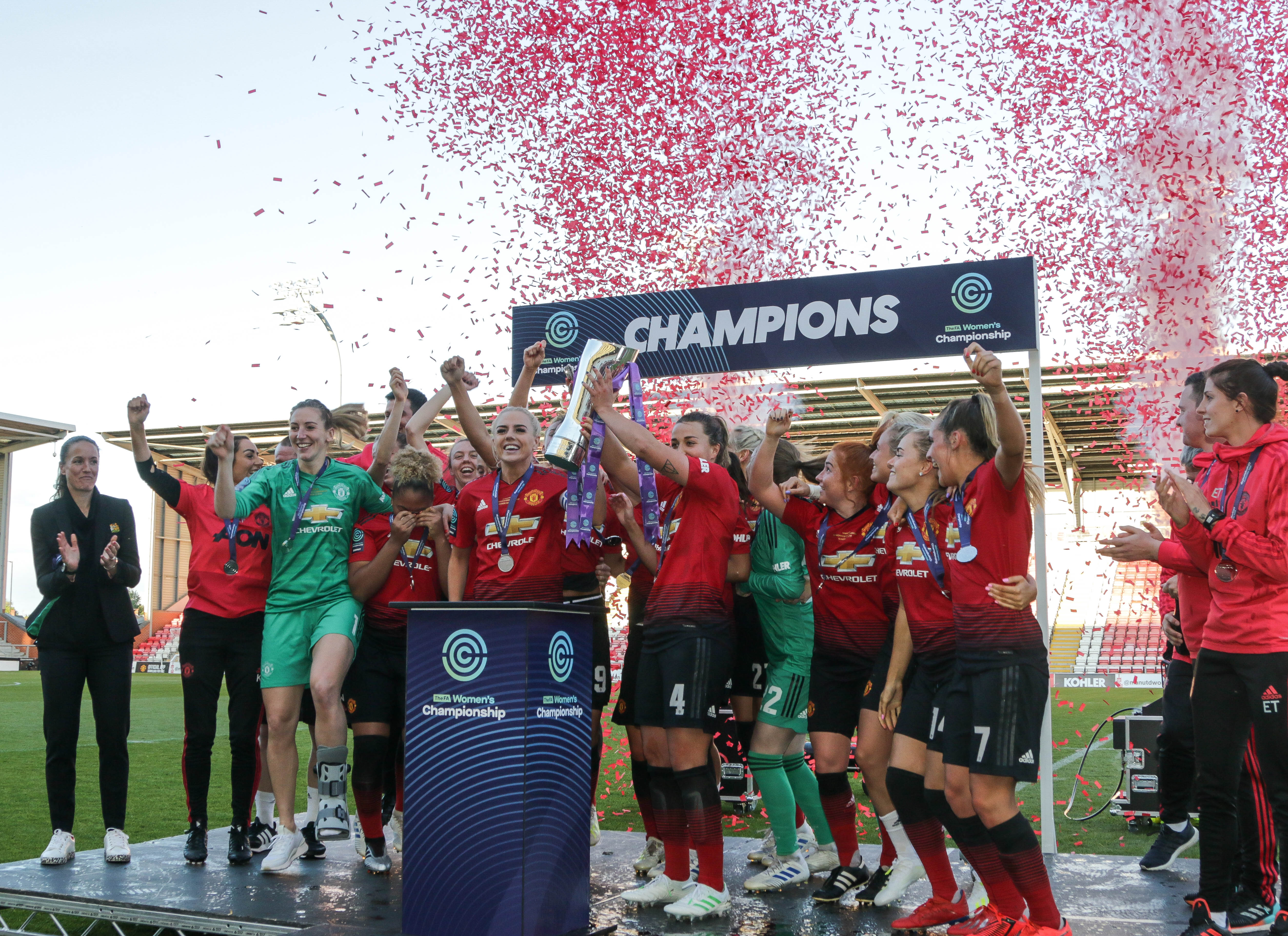
Manchester United celebra el ascenso a la WSL 1.

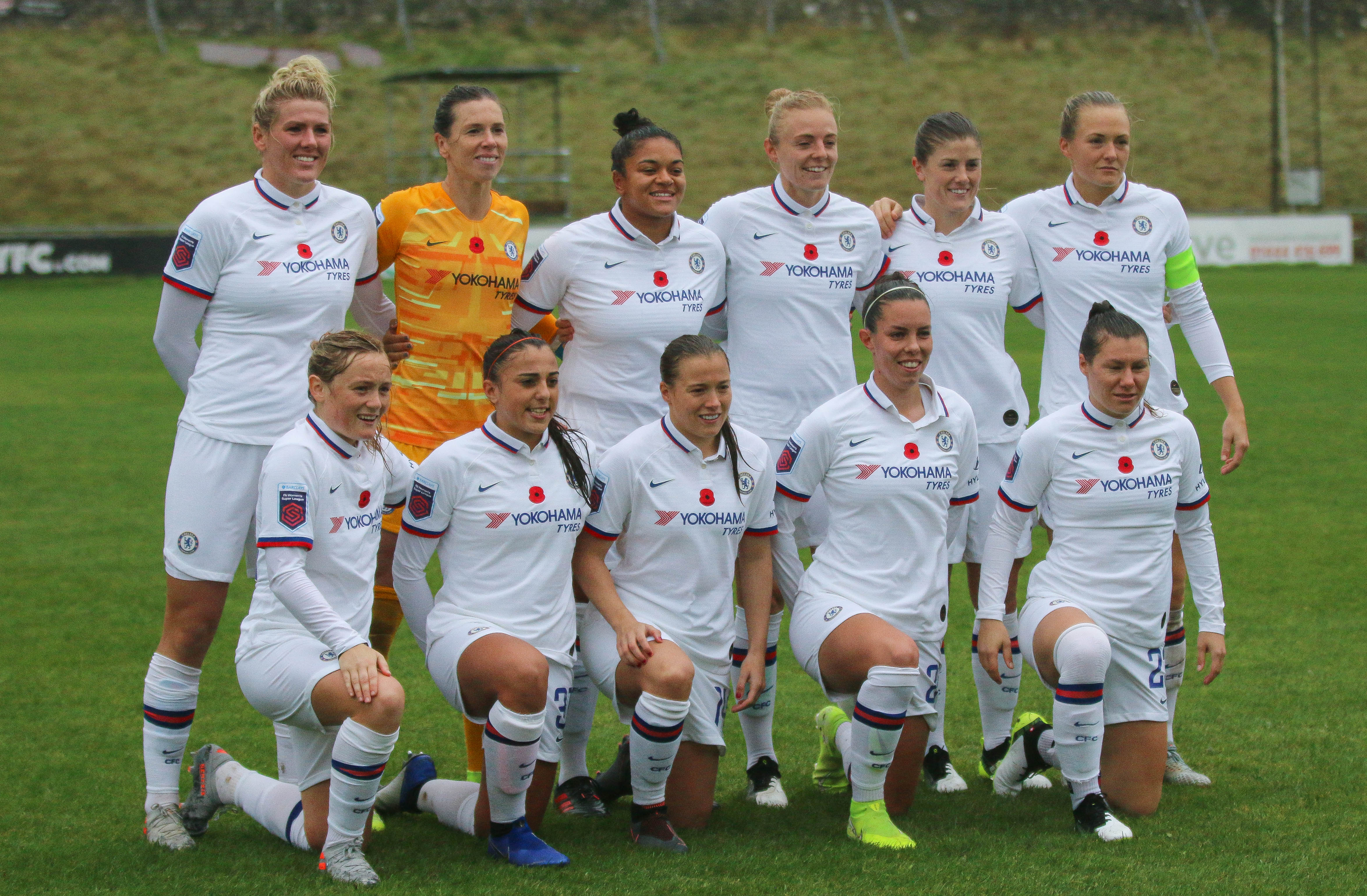
Jugadoras del Chelsea antes de un partido.

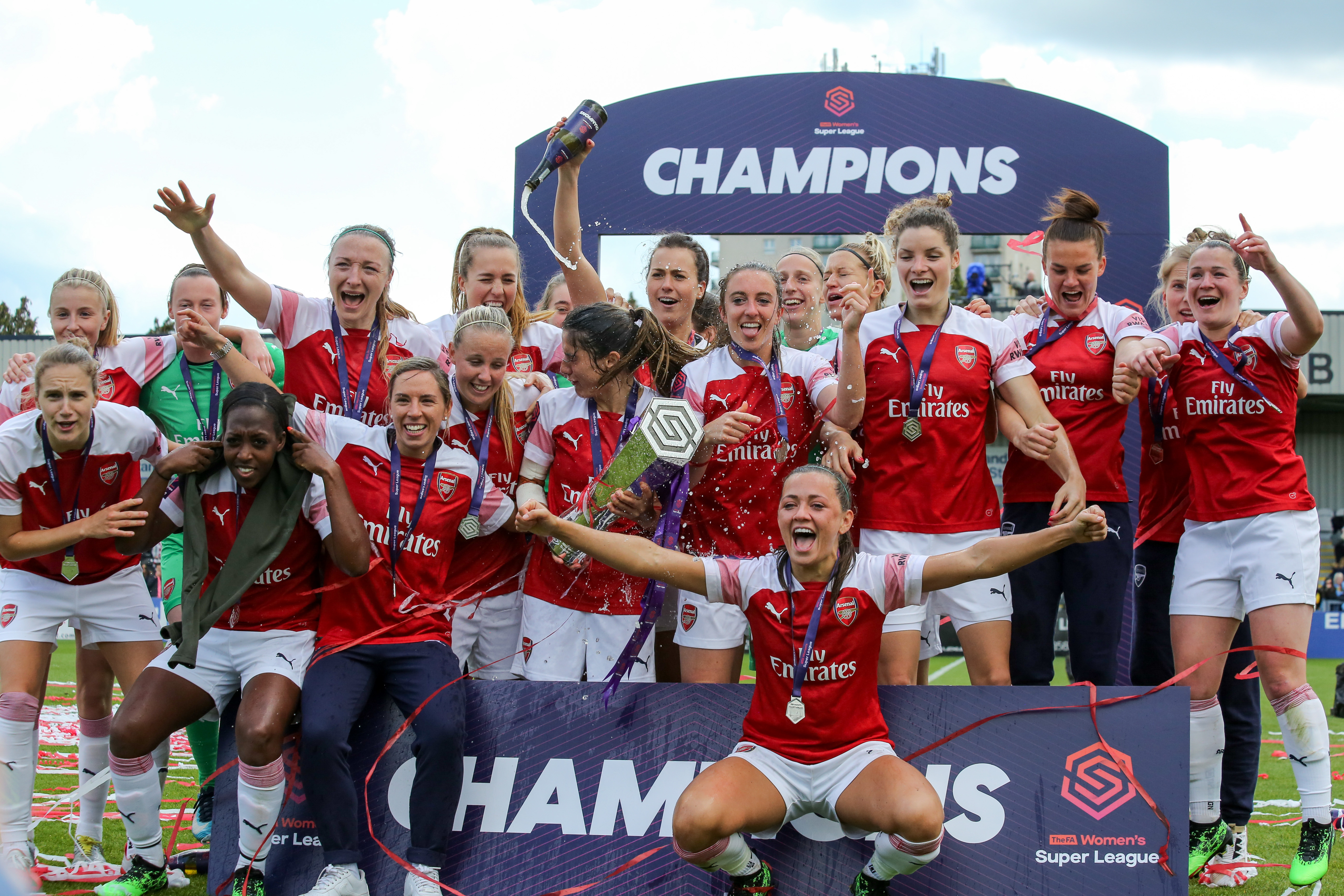
Celebración del Arsenal al ganar la temporada 2018-19.

## Equipos 2024-25
Los siguientes equipos participan de la edición 2024-25.
| Equipo                 | Ubicación            | Estadio                | Capacidad | temporada 2024-25    |
| ---------------------- | -------------------- | ---------------------- | --------- | -------------------- |
| Arsenal                | Holloway             | Emirates Stadium       | 60.704    | 3º                   |
| Aston Villa            | Aston                | Villa Park             | 42.640    | 7º                   |
| Brighton & Hove Albion | Crawley              | Broadfield Stadium     | 6.134     | 9º                   |
| Chelsea                | Kingston upon Thames | Kingsmeadow            | 4.850     | 1º                   |
| Crystal Palace         | Sutton               | Gander Green Lane      | 5.032     | Segunda División, 1º |
| Everton                | Liverpool            | Walton Hall Park       | 2.200     | 8º                   |
| Leicester City         | Leicester            | King Power Stadium     | 32.212    | 10º                  |
| Liverpool              | Saint Helens         | Totally Wicked Stadium | 18.000    | 4º                   |
| Manchester City        | Mánchester           | Academy Stadium        | 7.000     | 2º                   |
| Manchester United      | Mánchester           | Leigh Sports Village   | 12.000    | 5º                   |
| Tottenham Hotspur      | Leyton               | Brisbane Road          | 9.271     | 6º                   |
| West Ham United        | Dagenham             | Victoria Road          | 6.078     | 11º                  |

## Jugadoras

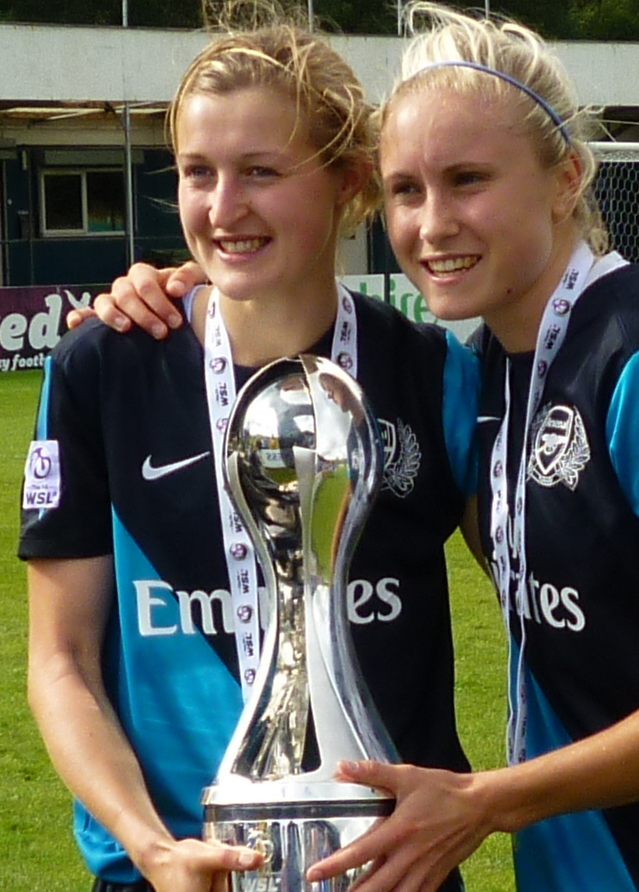
Sus jugadoras

En la primera temporada, los clubes fueron obligados a tener un equipo de 20 jugadoras, lo que provocó malestar entre estas y los entrenadores. Para la temporada 2012, la norma fue revisada y la cantidad de futbolistas ascendió a 23.
La FA confirmó en abril de 2012 que la norma la cual permitía a solo cuatro jugadoras de cada equipo ganar más de 20.000 libras y el hecho de que todos los clubes recibían 70.000 libras por temporada deberían limitar cualquier desequilibrio entre los clubes. Sin embargo, la introducción de un salario máximo quedó pendiente para la temporada 2013.
Cuando la temporada 2012 de la Women's Professional Soccer americana fue cancelada, el entrenador del Lincoln Ladies Glen Harris afirmó que el destino de las jugadoras británicas de esa liga sería decidido por "libras, chelines y peniques". Jugadoras célebres como Kelly Smith, Alex Scott y Gemma Davison se unieron al Arsenal, mientras que otras como Ifeoma Dieke o Anita Asante prefirieron la Damallsvenskan sueca.
En los últimos años, los clubes con pantalón tradicionalmente blanco han ido cambiándolo a colores más oscuros a petición de las futbolistas, a fin de disimular posibles manchas producto de su menstruación.

## Historial y palmarés

### Por temporada
| Año     | Campeón         | Subcampeón        | Tercero           | Goleadora                                              | Goles |
| ------- | --------------- | ----------------- | ----------------- | ------------------------------------------------------ | ----- |
| 2011    | Arsenal         | Birmingham City   | Everton           | Rachel Williams (Birmingham City)                      | 14    |
| 2012    | Arsenal         | Birmingham City   | Everton           | Kim Little (Arsenal)                                   | 11    |
| 2013    | Liverpool       | Bristol Academy   | Arsenal           | Natasha Dowie (Liverpool)                              | 13    |
| 2014    | Liverpool       | Chelsea           | Birmingham City   | Karen Carney (Birmingham)                              | 8     |
| 2015    | Chelsea         | Manchester City   | Arsenal           | Beth Mead (Sunderland)                                 | 12    |
| 2016    | Manchester City | Chelsea           | Arsenal           | Eniola Aluko (Chelsea)                                 | 9     |
| 2017-18 | Chelsea         | Manchester City   | Arsenal           | Ellen White (Birmingham City)                          | 15    |
| 2018-19 | Arsenal         | Manchester City   | Chelsea           | Vivianne Miedema (Arsenal)                             | 22    |
| 2019-20 | Chelsea         | Manchester City   | Arsenal           | Vivianne Miedema (Arsenal)                             | 16    |
| 2020-21 | Chelsea         | Manchester City   | Arsenal           | Sam Kerr (Chelsea)                                     | 21    |
| 2021-22 | Chelsea         | Arsenal           | Manchester City   | Sam Kerr (Chelsea)                                     | 20    |
| 2022-23 | Chelsea         | Manchester United | Arsenal           | Rachel Daly (Aston Villa)                              | 22    |
| 2023-24 | Chelsea         | Manchester City   | Arsenal           | Khadija Shaw (Manchester City)                         | 21    |
| 2024-25 | Chelsea         | Arsenal           | Manchester United | Alessia Russo (Arsenal) Khadija Shaw (Manchester City) | 12    |

### Por equipo
| Club              | Títulos | Subcam. | Años campeón                                                        | Años subcampeón                                   |
| ----------------- | ------- | ------- | ------------------------------------------------------------------- | ------------------------------------------------- |
| Chelsea           | 8       | 2       | 2015, 2017–18, 2019-20, 2020-21, 2021-22, 2022-23, 2023-24, 2024-25 | 2014, 2016                                        |
| Arsenal           | 3       | 1       | 2011, 2012, 2018–19                                                 | 2021-22                                           |
| Liverpool         | 2       | 0       | 2013, 2014                                                          |                                                   |
| Manchester City   | 1       | 6       | 2016                                                                | 2015, 2017–18, 2018–19, 2019-20, 2020-21, 2023-24 |
| Birmingham City   | 0       | 2       |                                                                     | 2011, 2012                                        |
| Bristol City      | 0       | 1       |                                                                     | 2013                                              |
| Manchester United | 0       | 1       |                                                                     | 2022-23                                           |

## Patrocinios

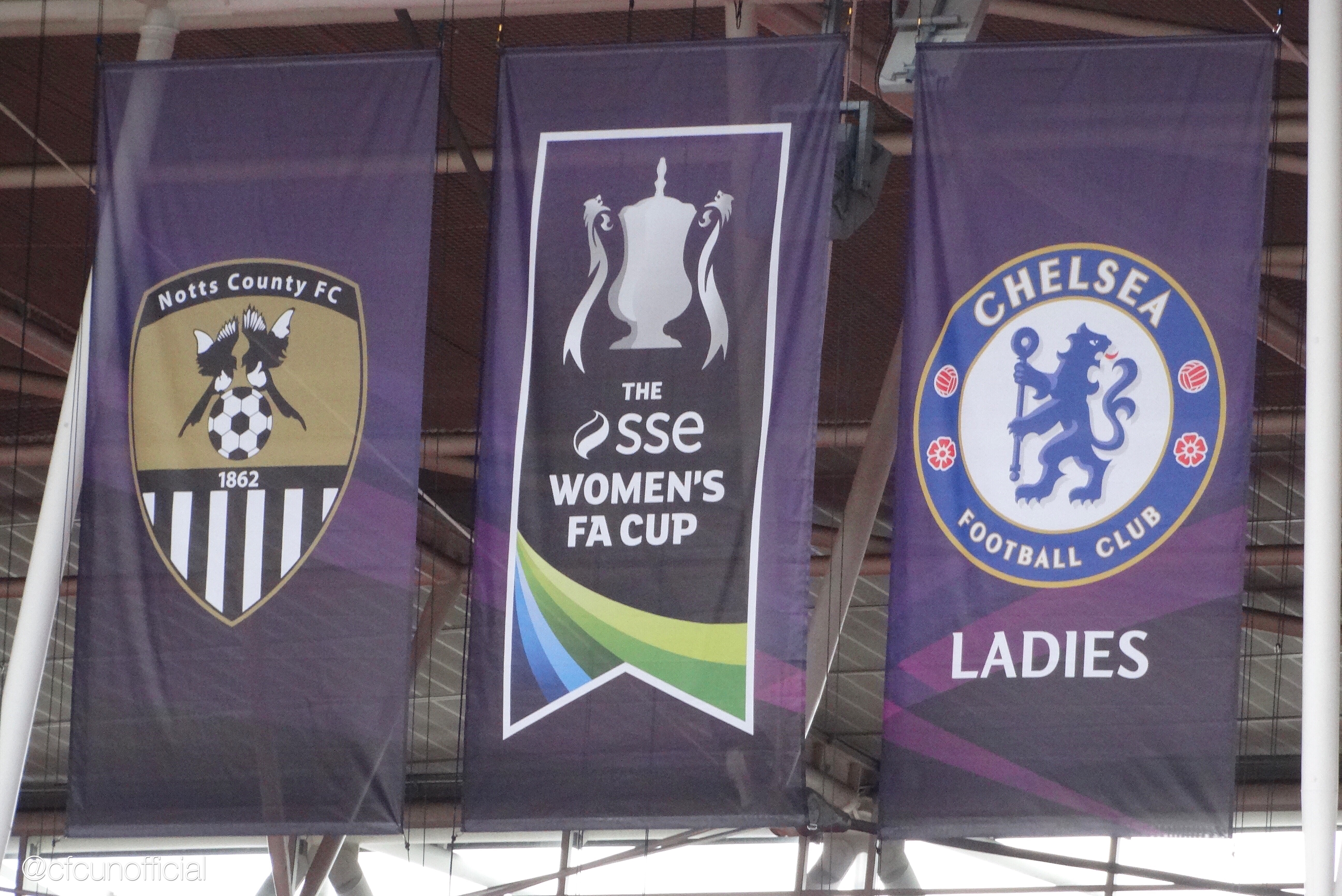
Final de la Women's FA Cup 2015 entre Chelsea y Notts County.

El principal patrocinador de la liga ha sido Continental AG desde 2012. En 2013 se anunció que Continental había extendido su asociación como socio exclusivo del nuevo programa comercial de la FA desde 2014 hasta 2018, incluyendo a la Selección femenina de fútbol de Inglaterra, la Women's FA Cup y la League Cup (también conocida como Continental Cup) aparte de la WSL.
En marzo de 2019, la WSL aceptó un contrato de patrocinio multimillonario con el banco inglés Barclays al comienzo de la temporada 2019-20. El contrato por tres años es de 10 millones de libras con un premio en metálico de 500.000 libras para el campeón de liga por primera vez. La FA describió el contrato como "la mayor inversión en el deporte femenino de Reino Unido por una marca".

### Retransmisión
Para la temporada 2019-20, la FA lanzó un nuevo servicio de retransmisión, The FA Player, que retransmite todos los partidos de la FA WSL internacionalmente gratuitamente y algunos de la FA Women's Championship (2ª División). La plataforma también emite la Women's FA Cup, la League Cup y partidos de la Selección femenina de Inglaterra.
BBC Sport continúa emitiendo un partido por jornada a través de su servicio iPlayer y página web, mientras que el canal de pago BT Sport tiene los derechos de retransmisión de algunos partidos.
Anteriormente, los partidos fueron retransmitidos por ESPN desde 2009 hasta 2013 como parte de un contrato de cuatro años. Se retransmitían seis partidos semanales en 2011 y diez en 2012. ESPN emitió el partido inaugural de la WSL entre el Chelsea y Arsenal el 13 de abril de 2011, ganado por el Arsenal gracias a un gol de Gilly Flaherty. En 2013, BBC Two retransmitió cuatro partidos de liga en las temporadas 2013 y 2014. Durante la temporada 2017-18, numerosos partidos de la FA WSL fueron emitidos por BT Sport, online por la BBC y por la página de Facebook de la liga. En YouTube también se puede ver algunos partidos y es trasmitido por "Barclays Women's Superleague" es el canal oficial de la liga.